# Стефанко
Стефа́нко — українське прізвище, патронім від імені Стефан.

## Поширеність прізвища в Україні
12 043-е за поширеністю прізвище в Україні — загалом налічує 410 носіїв. Найчастіше зустрічається на Галичині. Найбільше із них проживають у таких населених пунктах:
- Люча — 54;
- Сербичани — 26;
- Яблунів — 24.

## Відомі носії
- Оле́ся Миха́йлівна Стефа́нко — українська учасниця конкурсу краси «Міс Всесвіт», переможниця конкурсу «Міс Україна — Всесвіт — 2011».